# Халілов Михайло Михайлович
Михайло Михайлович Халілов (3 липня 1975, Миколаїв) — український велогонщик, чемпіон України 2005 року в командній гонці.

## Біографія
Народився 3 липня 1975 року в Миколаєві. З 2000 року проживає в Італії.

## Спортивна кар'єра
Майстер спорту міжнародного класу. Почав займатися велоспортом в 10 років. Перший тренер — Віктор Каленчук. Виступав на всеукраїнських змаганнях за Миколаївську область.
2005 року виграв чемпіонат України. Виступав за різні команди
- Selle Italia-Pacific,
- Team ICET,
- LPR-Piacenza,
- Ceramica Flaminia,
- Katusha Team.

Тренер — Євген Штермер. Завершив професійну кар'єру велогонщика 2010 року в російській команді «Katusha Team».

## Перемоги
- 1995 — Франко-бельгійський круг — 3 і 7 етапи
- 1996 — Чемпіонат України, командна гонка — 2 місце
- 2002 — Тур Фасо, 2, 3, 8, 10, 11 етапи — Тур Болгарії — 6 етап
- 2003 — Тур Сенегала — 1 і 3 етапи
- 2005 — Чемпіонат України в командній гонці — чемпіон — Вуельта Астурії — 5 етап
- 2006 — Чемпіонат світу серед військових у командній гонці Хел ван хет Мергелланд
- 2007 — Чемпіонат України, командна гонка — 3-є місце
- 2008 — Гран-прі Ренна — Круг Сарти — 3-є місце — Гран-прі Прато — Меморіал Чімуррі — Кубок Сабатіні

## Особисте життя
- Дружина Наталія.
- Виховує двох синів: Володимира та Олександра